# Episodi di Supernatural (quinta stagione)

Logo della quinta stagione

La quinta stagione della serie televisiva Supernatural è stata trasmessa in prima visione negli Stati Uniti da The CW dal 10 settembre 2009 al 13 maggio 2010.
In Italia la stagione è stata trasmessa da Rai 2 dal 1º giugno al 7 settembre 2011.
In questa stagione Misha Collins entra nel cast principale della serie.
Gli antagonisti principali della stagione sono Lucifero, Zaccaria e i Cavalieri dell'Apocalisse.
| nº | Titolo originale                      | Titolo italiano                    | Prima TV USA      | Prima TV Italia   |
| -- | ------------------------------------- | ---------------------------------- | ----------------- | ----------------- |
| 1  | Sympathy for the Devil                | Compassione per il Diavolo         | 10 settembre 2009 | 1º giugno 2011    |
| 2  | Good God, Y'All                       | Il cavaliere dell'Apocalisse       | 17 settembre 2009 | 8 giugno 2011     |
| 3  | Free to Be You and Me                 | Liberi di essere se stessi         | 24 settembre 2009 | 15 giugno 2011    |
| 4  | The End                               | La fine                            | 1º ottobre 2009   | 20 giugno 2011    |
| 5  | Fallen Idols                          | La caduta... dei famosi            | 8 ottobre 2009    | 27 giugno 2011    |
| 6  | I Believe the Children Are Our Future | I bambini sono il nostro futuro    | 15 ottobre 2009   | 4 luglio 2011     |
| 7  | The Curious Case of Dean Winchester   | Il curioso caso di Dean Winchester | 29 ottobre 2009   | 11 luglio 2011    |
| 8  | Changing Channels                     | Prigionieri della TV               | 5 novembre 2009   | 18 luglio 2011    |
| 9  | The Real Ghostbuster                  | I veri acchiappafantasmi           | 12 novembre 2009  | 25 luglio 2011    |
| 10 | Abandon All Hope                      | Lasciate ogni speranza...          | 19 novembre 2009  | 1º agosto 2011    |
| 11 | Sam, Interrupted                      | Il virus della follia              | 21 gennaio 2010   | 8 agosto 2011     |
| 12 | Swap Meat                             | Scambio di corpi                   | 28 gennaio 2010   | 15 agosto 2011    |
| 13 | The Song Remains the Same             | È sempre la stessa musica          | 4 febbraio 2010   | 16 agosto 2011    |
| 14 | My Bloody Valentine                   | San Valentino di sangue            | 11 febbraio 2010  | 21 agosto 2011    |
| 15 | Dead Men Don't Wear Plaid             | La città degli zombie              | 25 marzo 2010     | 22 agosto 2011    |
| 16 | Dark Side of the Moon                 | Il lato oscuro della luna          | 1º aprile 2010    | 23 agosto 2011    |
| 17 | 99 Problems                           | 99 problemi                        | 8 aprile 2010     | 29 agosto 2011    |
| 18 | Point of No Return                    | Punto di non ritorno               | 15 aprile 2010    | 31 agosto 2011    |
| 19 | Hammer of the Gods                    | Il martello degli dei              | 22 aprile 2010    | 1º settembre 2011 |
| 20 | The Devil you Know                    | Il diavolo che conosci             | 29 aprile 2010    | 4 settembre 2011  |
| 21 | Two Minutes to Midnight               | Due minuti a mezzanotte            | 6 maggio 2010     | 5 settembre 2011  |
| 22 | Swan Song                             | Il canto del cigno                 | 13 maggio 2010    | 7 settembre 2011  |

## Compassione per il Diavolo
- Titolo originale: Sympathy for the Devil
- Diretto da: Robert Singer
- Scritto da: Eric Kripke

### Trama
L'Apocalisse è iniziata. Sam e Dean Winchester vanno alla ricerca della spada dell'arcangelo Michele, un'arma in grado di sconfiggere Lucifero. Zaccaria spiega che Dean è in realtà la "spada" di Michele in quanto suo predestinato tramite umano. Dean si rifiuta di permettere a Michele di possederlo. Castiel appare e avverte Zaccaria che i ragazzi sono sotto la protezione di Dio, quindi nasconde Sam e Dean e scompare. Nel frattempo, Nick, la cui famiglia è stata massacrata da un assassino, si lascia possedere da Lucifero.
- Supernatural legend: Apocalisse, Angeli, Demoni, Lucifero
- Guest star: Jim Beaver (Bobby Singer), Rob Benedict (Chuck Shurley), Kurt Fuller (Zaccaria), Rachel Miner (Meg), Emily Perkins (Becky Rosen), Mark Pellegrino (Nick/Lucifero)
- Musiche: Thunderstruck (AC/DC)
- Curiosità: il titolo originale di questo episodio è lo stesso di una famosa canzone dei Rolling Stones.

## Il cavaliere dell'Apocalisse
- Titolo originale: Good God, Y'All
- Diretto da: Phil Sgriccia
- Scritto da: Sera Gamble

### Trama
Castiel prende in prestito il ciondolo di Dean per poter localizzare Dio, rivelando che gli angeli gli stanno dando la caccia per il suo tradimento. Bobby manda Sam e Dean a rispondere a una chiamata del suo amico Rufus Turner, che si trova a River Pass, in Colorado, una città infestata dai demoni. Incontrano la loro vecchia amica Ellen Harvelle, la cui figlia Jo è scomparsa. Quando i tre trovano Jo e Rufus, sembrano essere posseduti dai demoni e, stranamente, sembrano pensare che anche Sam, Dean ed Ellen siano posseduti. In seguito si scopre che non ci sono veri demoni presenti, solo illusioni provocate da Guerra, uno dei quattro Cavalieri dell'Apocalisse, per ingannare le persone e fare in modo che si uccidano a vicenda. Rimuovendo l'anello di Guerra, riescono a sconfiggere il Cavaliere e porre fine al caos. In seguito, Sam e Dean si separano.
- Supernatural legend: Cavalieri dell'Apocalisse, demoni, Lucifero, angeli
- Guest star: Jim Beaver (Bobby Singer), Samantha Ferris (Ellen Harvelle), Alona Tal (Jo Harvelle), Steven Williams (Rufus Turner), Titus Welliver (Roger/Guerra), Shawn Roberts (Austin)
- Altri interpreti: Michael Bean (pastore), Genevieve Fleming (donna incinta).
- Musiche: Long, Long Way from Home (Foreigner), Spirit in the Sky (Norman Greenbaum)

## Liberi di essere se stessi
- Titolo originale: Free to Be You and Me
- Diretto da: J. Miller Tobin
- Scritto da: Jeremy Carver

### Trama
Sam riceve la visita della sua defunta fidanzata Jessica, mentre cerca di avere una vita normale sistemandosi e lavorando in un ristorante. Nel frattempo, Dean fa squadra con Castiel per rintracciare l'arcangelo Raffaele, poiché Castiel crede che Raffaele conosca la posizione di Dio. Quando lo trovano, Raffaele, sospettando che Lucifero abbia resuscitato Castiel, afferma che Dio è morto. Un gruppo di cacciatori trova Sam e vuole che si unisca a una caccia ai demoni, ma Sam rifiuta. I cacciatori tornano sconfitti e prendono in ostaggio il collega di Sam al ristorante, costringendo Sam a dire la verità sul suo coinvolgimento nell'Apocalisse. Più tardi, Jessica torna a fargli visita e si scopre che in realtà è Lucifero, che rivela che Sam è il suo unico vero mezzo per porre fine al mondo. Sam rifiuta di essere posseduto dall'angelo caduto, sebbene Lucifero creda che Sam cambierà alla fine idea.
- Supernatural legend: Lucifero, angeli, Arcangeli, Apocalisse
- Guest star: Jim Beaver (Bobby Singer), Adrianne Palicki (Jessica Moore), Mark Pellegrino (Lucifero), Emma Bell (Lindsay), Demore Barnes (Raffaele), Scott Michael Campbell (Tim Janklow).
- Altri interpreti: Colin Lawrence (Reggie Hull), Katya Virshilas (Castità).
- Musiche: Simple Man (Lynyrd Skynyrd), Let's Think About Living (Bob Luman)

## La fine
- Titolo originale: The End
- Diretto da: Steve Boyum
- Scritto da: Ben Edlund

### Trama
Sam chiama Dean a tarda notte perché vuole fare di nuovo squadra con lui nella battaglia dell'Apocalisse, ma Dean rifiuta. Dean si risveglia cinque anni nel futuro, dove il virus Croatoan ha devastato il mondo. Apprende da Zaccaria che è il risultato del rifiuto di Dean di diventare il tramite di Michele. Dean scopre un gruppo di sopravvissuti guidati dal suo sé futuro, che progetta di affrontare Lucifero in uno scontro finale usando la Colt e viene anche rivelato che in quel futuro, Sam ha accettato il suo ruolo di tramite di Lucifero. Dopo aver ucciso il Dean futuro, Lucifero dice a Dean che qualunque scelta egli farà, finirà sempre nello stesso modo. Zaccaria trasporta Dean nel suo presente e cerca ancora di convincerlo, ma Dean rifiuta e Castiel salva Dean dall'ira di Zaccaria appena in tempo. Dean contatta Sam: i due si riuniscono, avendo capito che sono più forti insieme.
- Supernatural legend: Viaggio nel tempo, Apocalisse, Lucifero, angeli, Croatoan
- Guest star: Kurt Fuller (Zaccaria), Rob Benedict (Chuck Shurley), Lexa Doig (Risa).
- Altri interpreti: Dwayne Bryshun (cacciatore), Michael Jonsson (cacciatore), Devyn Dalton (bambina).
- Musiche: Do You Love Me (Now That I Can Dance) (The Contours)

## La caduta... dei famosi
- Titolo originale: Fallen Idols
- Diretto da: James L. Conway
- Scritto da: Julie Siege

### Trama
Sam e Dean, riuniti, visitano Canton, Ohio, e indagano su una serie di strani omicidi. Un uomo che ha trovato l'auto di appartenuta a James Dean, "Little Bastard", viene trovato morto dopo essersi schiantato contro il parabrezza. Un altro uomo viene assassinato da qualcuno che somiglia ad Abraham Lincoln. Sospettando che gli omicidi siano opera di famosi fantasmi, i fratelli scoprono che il curatore del museo delle cere locale ha raccolto veri e propri manufatti da abbinare alle statue di cera. Sebbene Sam e Dean si liberino dei fantasmi, gli incidenti continuano quando due ragazze riferiscono che la loro amica è stata rapita da Paris Hilton. Controllano di nuovo i corpi e scoprono strani semi che li portano a credere che sia opera di Lešij, un dio pagano. Sam e Dean tornano al museo per affrontarlo e infine ucciderlo.
- Supernatural legend: paganesimo, Lešij
- Guest star: Paris Hilton (Lešij), Daryl Shuttleworth (Sceriffo Rick Carnegie).
- Altri interpreti: Paul McGillion (Jim Grossman), Robert Clarke (Proprietario del museo delle cere), David Livingstone (Abramo Lincoln), Paul Statman (Gandhi), Cynthia Mendez (Danielle).
- Musiche: Sixteen (Lucero), Superstition (Stevie Wonder)
- Curiosità: nell'episodio Dean cita il film La maschera di cera, film horror del 2005 in cui ha recitato anche l'attore che interpreta Sam, Jared Padalecki.

## I bambini sono il nostro futuro
- Titolo originale: I Believe the Children Are Our Future
- Diretto da: Charles Beeson
- Scritto da: Andrew Dabb e Daniel Loflin

### Trama
Ad Alliance, nel Nebraska, le persone vengono uccise da piccoli gingilli per fare scherzi, come la polvere pruriginosa e i cicalini della gioia. Si scopre che un ragazzino di undici anni di nome Jesse è la ragione di tutto questo, poiché tutto ciò in cui crede ha iniziato a diventare realtà. Sam e Dean scoprono che Jesse è stato adottato; la madre biologica rivela di essere stata messa incinta da un demone e di aver dato Jesse in adozione alla nascita. Castiel dice ai Winchester che Jesse è l'Anticristo e che dovrebbero ucciderlo prima che Lucifero lo usi. Sam e Dean discutono con la madre biologica di Jesse, ognuno dei quali cerca di convincere Jesse a schierarsi dalla loro parte. Jesse esorcizza il demone da sua madre e accetta di andarsene con i Winchester. Fingendo di voler dire addio ai suoi genitori adottivi, sale di sopra e svanisce nel nulla.
- Supernatural legend: Anticristo, angeli, demoni
- Guest star: Gattlin Griffith (Jesse Turner), Ever Carradine (Julia Wright/demone).
- Altri interpreti: Andrew Bernard (Jimmy Jansen), Joe Norman Shaw (demone), Mark Acheson (fatina dei denti).

## Il curioso caso di Dean Winchester
- Titolo originale: The Curious Case of Dean Winchester
- Diretto da: Robert Singer
- Scritto da: Sera Gamble e Jenny Klein

### Trama
Sam e Dean seguono una scia di morti di persone misteriosamente invecchiate precocemente. Scoprono che uno stregone errante di nome Patrick ha attirato le vittime per giocare a poker, dove la posta in gioco sono gli anni di vita rappresentati da fiches, e che il loro amico Bobby ha giocato e perso 25 anni. Dean gioca con Patrick e durante la partita scommette 50 anni, che alla fine perde. Ricordando il rituale che Patrick ha lanciato sulle fiches da poker, Dean e Sam cercano di rubarle, ma falliscono. Più tardi, la complice di Patrick, Lia, offre loro un incantesimo che annullerebbe l'effetto dell'invecchiamento, ma richiede un campione del DNA di Patrick. Sam tenta di sfidare Patrick per rubare il suo DNA, ma fallisce nel suo intento. Sam deve quindi giocare per davvero perché la vita di Dean sta per scadere e riesce a riconquistare gli anni di Dean, restituendo così anche i 25 anni persi da Bobby. Anche Lia gioca contro Patrick e perde apposta: era depressa perché non riusciva a sopravvivere ai suoi cari, e perdendo trova la morte e finalmente la pace.
- Supernatural legend: stregoneria
- Guest star: Jim Beaver (Bobby Singer), Chad Everett (il vecchio Dean), Hal Ozsan (Patrick), Pascale Hutton (Lia), Christopher Russell (Cliff Whitlow).
- Altri interpreti: Daniel Arnold (Xavier), Monica Mustelier (moglie di Xavier), Elan Ross Gibson (signora Whitlow).

## Prigionieri della TV
- Titolo originale: Changing Channels
- Diretto da: Charles Beeson
- Scritto da: Jeremy Carver

### Trama
Mentre indagano su un omicidio a Wellington, Ohio, apparentemente a opera dell'Incredibile Hulk, Sam e Dean sospettano che sia opera di un trickster che avevano già incontrato in precedenza, ma quando vanno in un magazzino per cercare di impalarlo, si ritrovano come personaggi di uno show televisivo e devono sopravvivere a una sequenza di eventi in diversi spettacoli, tra cui un sexy medical drama, un game show giapponese, una sitcom e una serie poliziesca. Riescono a impalare il trickster, ma lo scenario continua mentre Sam si trasforma nella loro Impala e deve comportarsi come KITT in Supercar. Dean e Sam attirano il trickster in un cerchio ardente di olio santo perché sospettano che sia in realtà un angelo. Il trickster rivela di essere in realtà l'arcangelo Gabriele che era fuggito dal Paradiso molto tempo prima perché si era stancato di vedere i suoi fratelli combattere tra loro, e voleva che Sam e Dean accettassero il loro ruolo di contenitori per porre fine all'Apocalisse. Dean si rifiuta ancora di diventare un tramite ma, prima di andarsene, libera Gabriele dalla sua trappola e lo accusa di avere semplicemente troppa paura di opporsi alla sua stessa famiglia.
- Supernatural legend: demoni, angeli, mondi paralleli, trickster
- Guest star: Richard Speight Jr. (il trickster/arcangelo Gabriele)
- Altri interpreti: Steve Bacic (dottor Sexy), Christine Chatelain (dottoressa Ellen Piccolo), Hiro Kanagawa (conduttore gioco televisivo), William MacDonald (sceriffo).
- Musiche: The Supernatural Theme Song (The CW), Move You (Anya Marina), Not a Through Street (Anya Marina), Something Real (Renee Stahl), Won't Get Fooled Again (The Who), The Knight Rider Theme Song (The CW)
- Citazioni: i programmi televisivi in cui vengono catapultati Sam e Dean sono parodie di Grey's Anatomy, CSI: Miami, Saturday Night Live, Supercar.

## I veri acchiappafantasmi
- Titolo originale: The Real Ghostbuster
- Diretto da: James L. Conway
- Scritto da: Nancy Weiner (soggetto); Eric Kripke (sceneggiatura)

### Trama
In seguito a un messaggio di testo di Chuck, Sam e Dean arrivano in un hotel a Vermilion, in Ohio, che è la sede di una convention di fan di Supernatural. Scoprono che è stata la loro fan fin troppo entusiasta Becky a inviare il messaggio e devono vedersela con diversi aspiranti Sam e Dean che giocano a fare giochi di ruolo in una caccia ai fantasmi fittizia. Dopo che un partecipante alla convention è stato attaccato, i fratelli Winchester scoprono che l'hotel ospita un vero fantasma di nome Leticia Gore, una custode di un orfanotrofio che presumibilmente ha ucciso quattro bambini. Insieme a due cosplay Winchester trovano le ossa di Leticia e le bruciano, tuttavia in seguito non riescono a lasciare i locali e un altro partecipante viene ucciso. Sam e Dean chiedono a Chuck di tenere i partecipanti nella sala della convention mentre loro si occupano dei tre ragazzi fantasma che hanno ucciso il figlio di Leticia. In seguito, Becky rivela a Sam che Bela Talbot non ha dato la Colt a Lilith, ma l'ha data al suo subordinato, Crowley.
- Supernatural legend: fantasmi
- Guest star: Rob Benedict (il profeta Chuck), Emily Perkins (Becky Rosen), Devin Ratray (Demian), Ernie Grunwald (Barnes).
- Altri interpreti: Crystal Lowe (cosplay di Leticia Gore), Teagan Rae (il fantasma di Leticia Gore), John Shaw (hotel manager), Scott Patey (Alex).
- Musiche: Ain't Got Nobody (Hound Dog Taylor), Ring-A-Ling (Miss Eighty6), Topsy Turvy (The Bughouse Five), Trouble Baby (The Bughouse Five), Whiskey (Swank)

## Lasciate ogni speranza...
- Titolo originale: Abandon All Hope
- Diretto da: Phil Sgriccia
- Scritto da: Ben Edlund

### Trama
Castiel trova Crowley, e i fratelli e Jo irrompono nella sua villa. Con loro sorpresa, Crowley spara ai suoi scagnozzi e dà a Sam e Dean la Colt a condizione che la usino per uccidere Lucifero, poiché crede che alla fine Lucifero ucciderà tutti i demoni dopo aver distrutto l'umanità. Sam, Dean, Ellen, Jo e Castiel si dirigono a Carthage, nel Missouri, che sembra deserta, tranne per il fatto che Castiel vede che è piena di mietitori. Quando Castiel indaga, Lucifero lo cattura e cerca di convincerlo a unirsi alla sua parte. Nel frattempo, Meg Masters affronta i Winchester e le Harvelle, inviando i segugi infernali ad attaccare. Jo viene ferita a morte e tutti trovano riparo in un negozio di ferramenta. Dean si consulta con Bobby sul fatto che i mietitori sono lì per aspettare il loro grande capo, Morte, uno dei Quattro Cavalieri. Mentre Jo ed Ellen si sacrificano per far saltare in aria i segugi infernali, Dean e Sam affrontano Lucifero nel luogo della battaglia dove ha sacrificato i cittadini rimasti al suo rituale per evocare Morte. Sebbene Dean spari a Lucifero con la Colt, Lucifero si riprende e guarisce, rivelandosi uno dei cinque esseri che la Colt non può uccidere. Castiel inganna Meg per farla uscire dalla trappola di Lucifero e porta i fratelli da Bobby.
- Supernatural legend: demoni, Lucifero, angeli, Apocalisse, Cavalieri dell'Apocalisse
- Guest star: Jim Beaver (Bobby Singer), Samantha Ferris (Ellen Harvelle), Alona Tal (Jo Harvelle), Mark Pellegrino (Lucifero), Mark Sheppard (Crowley), Rachel Miner (Meg).
- Altri interpreti: L. Harvey Gold (signor Pendleton), Darryl Scheelar (demone).
- Musiche: Oye Como Va (Santana), Everybody Plays the Fool (J.R. Bailey, Rudy Clark, Ken Williams)
- Citazioni: La scena in cui Castiel beve 5 shot di fila di fronte a Ellen è un riferimento al Signore degli Anelli, dove Legolas fa una gara di bevute con Gimli.

## Il virus della follia
- Titolo originale: Sam, Interrupted
- Diretto da: James L. Conway
- Scritto da: Andrew Dabb e Daniel Loflin

### Trama
Un ex cacciatore di nome Martin, ricoverato in un ospedale psichiatrico a Ketchum, nell'Oklahoma, chiama Sam e Dean per chiedere aiuto nelle indagini su un caso. I fratelli si fanno ricoverare come pazienti per controllare la misteriosa creatura che ha attaccato i pazienti e ha fatto sembrare la loro morte un suicidio. Scoprono di avere a che fare con uno spettro, una creatura che si nutre di cervelli umani e si traveste da umano. L'unico modo per identificare uno spettro è attraverso uno specchio, che rivela la sua vera forma, ma col passare dei giorni, i Winchester si ritrovano ad avere allucinazioni. Dopo un tentativo di uccidere il primario di medicina dell'ospedale, che sospettano essere il mostro, Sam viene rinchiuso e sedato con una forte dose di tranquillanti. Nonostante la sua mente sia paralizzata dagli scherzi che lo spettro gli gioca, Dean scopre la sua vera identità: è l'infermiera che ha somministrato i loro test all'inizio e la uccide con un tagliacarte argentato appena prima che riesca a prosciugare il cervello di Sam. I due fuggono quindi dall'istituto psichiatrico e Sam ammette di avere problemi di rabbia a causa di tutto quello che è successo.
- Supernatural legend: wraith
- Guest star: Jon Gries (Martin Creaser), Lara Gilchrist (infermiera Foreman), Malcolm Stewart (dottor Fuller), Michelle Harrison (dottoressa Erica Cartwright).
- Altri interpreti: Gwenda Lorenzetti (Susan Bishop), Holly Hougham (Wendy), Juan Riedinger (Ted).
- Curiosità: l'episodio è un riferimento al film Ragazze interrotte.[senza fonte]

## Scambio di corpi
- Titolo originale: Swap Meat
- Diretto da: Robert Singer
- Scritto da: Julie Siege (sceneggiatura); Julie Siege, Rebecca Dessertine e Harvey Fedor (soggetto)

### Trama
Gary, un adolescente nerd che vive a Housatonic, nel Massachusetts, usa un incantesimo di scambio per impossessarsi del corpo di Sam. Gary/Sam incontra Dean e i due iniziano a lavorare su un caso e uccidono un fantasma insieme. Nel frattempo, Sam è bloccato nel corpo di Gary e deve vedersela con i suoi genitori severi e con la scuola superiore. Gli amici di Gary, Trevor e Nora, rivelano di aver stretto un patto con un demone, che ha offerto loro tutto ciò che volevano in cambio di Sam e Dean. Trevor evoca il demone che possiede Nora, che però lo uccide. Il demone insegue Gary/Sam e cerca di convincerlo a incontrare Lucifero e "rispondere a una piccola domanda" con un sì, il che farebbe entrare il Diavolo nel suo vero tramite umano. Gary/Sam e Dean riescono ad esorcizzare il demone insieme e il primo inverte l'incantesimo. I fratelli Winchester lo riportano a casa e Sam dice a Gary che dovrebbe essere contento di avere una vita normale e una famiglia, ma quando lui e Dean salgono in macchina, afferma che la vita di Gary "faceva schifo". Dean ribatte che forse loro stessi non sanno quante cose belle si stanno perdendo.
- Supernatural legend: poltergeist, possessione demoniaca
- Guest star: Colton James (Gary Frankle), Sarah Drew (Nora), Eileen Pedde (signora Frankle), Greg Kean (Leonard Frankle).
- Altri interpreti: Alex Arsenault (Travor), Patricia Harras (Donna), Lydia Doesburg (Katie), Daniela Bobadilla (Sydney Frankle).
- Musiche: Rock & Roll Never Forgets (Bob Seger)

## È sempre la stessa musica
- Titolo originale: The Song Remains the Same
- Diretto da: Steve Boyum
- Scritto da: Sera Gamble e Nancy Weiner

### Trama
L'angelo caduto Anna torna indietro nel tempo fino al 1978 per impedire a Mary e John Winchester di concepire Sam. Senza Sam come suo tramite, Lucifero non sarà in grado di provocare la fine del mondo. Anche Castiel e i ragazzi viaggiano nel passato, dove Dean rivela a Mary che lui e Sam sono suoi figli e che deve lasciare John per impedire che i suoi figli nascano, ma lei rivela di essere già incinta. Anna e Uriel attaccano i Winchester e uccidono Sam. Proprio quando Anna sta per uccidere Mary, l'arcangelo Michele, dopo aver posseduto il corpo di John, brucia Anna viva e bandisce Uriel. Rivela che Caino e Abele sono gli antenati dei fratelli e che il loro destino come veri canali di Michele e Lucifero è stato stabilito fin da quei tempi antichi. Anche se ama Lucifero, avendolo praticamente cresciuto come Dean ha fatto con Sam, sente di dover uccidere suo fratello perché è un "bravo figlio" e che non esiste il libero arbitrio, che tutto è predestinato. Pertanto resuscita Sam, cancella la memoria di Mary e John e rimanda i fratelli indietro nel tempo.
- Supernatural legend: angeli, Apocalisse
- Guest star: Matt Cohen (il giovane John Winchester), Amy Gumenick (la giovane Mary Campbell/Winchester), Julie McNiven (Anna Milton).
- Altri interpreti: Juliana Semenova (ballerina-angelo), Daniel Dib (ballerina-diavoletto), Matt Ward (il giovane Uriel).
- Musiche: Cherry Pie (Warrant), The Creeper (Molly Hatchet)
- Curiosità: il titolo originale è lo stesso di un brano dei Led Zeppelin.

## San Valentino di sangue
- Titolo originale: My Bloody Valentine
- Diretto da: Mike Rohl
- Scritto da: Ben Edlund

### Trama
Quando le coppie iniziano a uccidersi e mangiarsi a vicenda, i fratelli indagano e trovano dei segni angelici nei cuori delle vittime. Castiel chiede a Cupido degli strani incidenti, ma l'angelo dell'amore dice che gli omicidi non sono opera sua. Dopo aver esaminato il corpo di un'altra vittima, Sam si ritrova in possesso della valigetta di un demone contenente un'anima umana. Presto le persone iniziano a morire per abbuffate o avvelenamento da alcol, il che li porta a credere che uno dei Quattro Cavalieri, Carestia, sia dietro le morti. Castiel afferma che Carestia raccoglie le anime delle persone che ha ucciso e le consuma. Dean e Castiel affrontano Carestia e gli tagliano il dito su cui indossa l'anello contenente il suo potere. Mentre Castiel è influenzato dal potere di Carestia, Dean è immune perché è "vuoto dentro"; Sam, avendo consumato sangue di demone, usa le sue capacità psichiche per esorcizzare i demoni consumati da Carestia, cosa che distrugge il Cavaliere, ma che fa finire Sam rinchiuso nella panic room di Bobby per disintossicarsi dal sangue di demone. Scosso dalla lotta di Sam, Dean prega disperatamente Dio di aiutarlo.
- Supernatural legend: Cavalieri dell'Apocalisse, Cupido
- Guest star: James Otis (Carestia, il Cavaliere dell'Apocalisse), Lex Medlin (Cupido).
- Altri interpreti: Aili Storen (Alice), Jay Brazeau (dottor Corman), Colin Corrigan (il demone con la valigetta), Lucie Guest (Janice), Raahul Singh (Marty), Scott McAdam (Jim), Peter-John Prinsloo (Ben).
- Curiosità: l'episodio è un riferimento al remake del 2009 con Jensen Ackles di San Valentino di sangue 3D.

## La città degli zombie
- Titolo originale: Dead Men Don't Wear Plaid
- Diretto da: John Showalter
- Scritto da: Jeremy Carver

### Trama
Sam e Dean indagano sulla città natale di Bobby, Sioux Falls, nel Dakota del Sud, dove i morti stanno risorgendo dalle loro tombe ma, invece di attaccare gli umani, si stanno riunendo felicemente con le loro famiglie. I fratelli si rivolgono a Bobby per chiedere aiuto, ma lui dice loro di non preoccuparsi e di lasciare la città. Sospettoso, Dean indaga ulteriormente e si ritrova faccia a faccia con la moglie morta di Bobby, Karen, che sembra non ricordare cosa le sia successo. Presto gli zombie iniziano a diventare malvagi, uccidendo e mangiando i loro cari e i fratelli esortano Bobby a uccidere Karen prima che faccia lo stesso. Bobby dice che non appena diventerà malvagia, se ne occuperà lui. Poco dopo, sua moglie mostra segni di diventare uno zombie carnivoro; prima che Bobby la uccida di nuovo, Karen rivela di ricordare la sua possessione demoniaca e la sua morte. Mentre Dean e Bobby si preparano a partire per combattere gli zombie, il deposito di rottami di Bobby ne è invaso e Dean e Bobby finiscono intrappolati. Vengono salvati da Sam e dallo sceriffo locale Jody Mills, che ha scoperto la terribile verità dopo che suo figlio ha ucciso suo marito.
- Supernatural legend: zombie, Cavalieri dell'Apocalisse
- Guest star: Jim Beaver (Bobby Singer), Kim Rhodes (Sceriffo Jody Mills), Troy Ruptash (Clay Thompson), Carrie Ann Fleming (Karen Singer).
- Altri interpreti: Ben Geldreich (Digger Wells), Scott McNeil (Benny Sutton), Kai Kennedy (Owen Mills), Chris Bradford (Sean Mills), Aubrey Arnason (Hannah Thompson).
- Musica: Lovin' the Sin I'm In (Terry Campbell)
- Curiosità: il titolo originale è lo stesso del film diretto da Carl Reiner nel 1982.

## Il lato oscuro della luna
- Titolo originale: Dark Side of the Moon
- Diretto da: Jeff Woolnough
- Scritto da: Andrew Dabb e Daniel Loflin

### Trama
In un'imboscata di cacciatori arrabbiati, Sam e Dean vengono uccisi e mandati in Paradiso. Castiel spiega che Zaccaria li sta cercando e che devono trovare l'angelo Joshua, nel Giardino che si trova alla fine della strada attraverso il Paradiso. Zaccaria trova i fratelli e inizia a torturare Dean, dicendo che è stufo di essere condannato dai suoi compagni angeli perché non riesce a gestire un umano. Joshua lo ferma e porta i Winchester al Giardino e dice a Dean che Dio non li aiuterà, poiché ritiene che l'Apocalisse non sia un suo problema. Joshua poi li resuscita con i loro ricordi intatti. Castiel maledice Dio e restituisce a Dean il suo amuleto, affermando che ora è inutile. Mentre i fratelli lasciano il motel, Dean getta il suo amuleto nel cestino.
- Supernatural legend: Dio, angeli, Paradiso
- Guest star: Kurt Fuller (Zaccaria), Roger Aaron Brown (Joshua), Colin Ford (il giovane Sam), Samantha Smith (Mary Winchester), Chad Lindberg (Ash), Traci Dinwiddie (Pamela Barnes)
- Altri interpreti: Kerry van der Griend (Roy), Nels Lennarson (Walt), Laura Ward (Stephanie).
- Musiche: Knockin' On Heaven's Door (Bob Dylan), Brain Damage (Pink Floyd)
- Curiosità: il titolo originale è lo stesso di un album dei Pink Floyd.

## 99 problemi
- Titolo originale: 99 Problems
- Diretto da: Charles Beeson
- Scritto da: Julie Siege

### Trama
Blue Earth, Minnesota. Sam e Dean vengono messi all'angolo dai demoni, ma salvati all'ultimo minuto da Rob e dai suoi concittadini, che sono a conoscenza dell'Apocalisse e si sono allenati per combattere e uccidere i demoni. I fratelli incontrano il pastore Gideon e sua figlia Leah. Leah inizia a dire alla gente del posto che sono dei prescelti per vincere l'Apocalisse, ma per farlo devono sbarazzarsi dei peccatori che vivono tra loro. I fratelli scoprono che Leah è stata sostituita dalla Prostituta di Babilonia, una creatura dell'Inferno che emerge durante l'Apocalisse e cerca di condannare quante più persone possibile alla punizione eterna all'Inferno, ingannandole per far loro commettere i peccati capitali. Può essere uccisa solo con un palo di legno proveniente da un albero di Babilonia, impugnato da un vero servitore del Paradiso. Riescono a fermare la Prostituta appena prima che lei e il suo "Prescelto" possano bruciare a morte i "peccatori" cittadini. Il pastore viene fermato e la Prostituta inizia a combattere contro Dean, ma lui riesce a impalarla, dimostrando di essere un vero servitore del Paradiso.
- Supernatural legend: Apocalisse, angeli, Meretrice di Babilonia, Lucifero
- Guest star: Cindy Sampson (Lisa Braeden), Larry Poindexter (Rob), Kayla Mae Maloney (Leah Gideon), Michael Shanks (Rob), Johannah Newmarch (Jane), Bruce Ramsay (Paul).
- Altri interpreti: Brett Dier (Dylan), Laura Wilson (Elise).
- Musiche: Too hot to stop (Marc Ferrari e Steve Plunkett/Master Source)
- Curiosità: il titolo originale è un riferimento al fatto che questo è il novantanovesimo episodio della serie, oltre che essere lo stesso di un brano dei Body Count.

## Punto di non ritorno
- Titolo originale: Point of No Return
- Diretto da: Phil Sgriccia
- Scritto da: Jeremy Carver

### Trama
Prima che Dean possa andare a dire di sì a Michele, Sam e Castiel lo catturano e lo rinchiudono nella panic room di Bobby mentre gli angeli resuscitano il loro defunto fratellastro Adam, presumibilmente per essere il nuovo veicolo di Michele. Mentre Sam cerca di dissuadere Adam, Dean scaccia Castiel e scappa, ma viene ricatturato prima che gli angeli possano trovarlo, anche se Zaccaria riesce a prendere Adam. Sam libera Dean per aiutarlo nella missione di salvataggio, esprimendo fede in suo fratello mentre Zaccaria rivela che la resurrezione di Adam era una trappola per Dean. Castiel bandisce quattro angeli e se stesso per consentire ai Winchester di raggiungere Adam prima che Zaccaria torturi Sam e Adam per convincere finalmente Dean a dire di sì. Cambiando improvvisamente idea, Dean chiede a Michele di uccidere Zaccaria come prima condizione prima di uccidere Zaccaria stesso. I tre fuggono, ma Adam è intrappolato all'interno. Quando Dean entra nella stanza qualche istante dopo, la stanza che ospitava Adam è scomparsa. Dean si scusa con Sam per la sua decisione.
- Supernatural legend: angeli, Apocalisse, Lucifero
- Guest star: Jim Beaver (Bobby Singer), Kurt Fuller (Zaccaria), Jake Abel (Adam Milligan).
- Musiche: The Man Upstair (Patsy Cline), Point of No Return (Kansas)
- Nota: questo è il centesimo episodio della serie.

## Il martello degli dei
- Titolo originale: Hammer of the Gods
- Diretto da: Rick Bota
- Scritto da: David Reed (soggetto); Andrew Dabb e Daniel Loflin (sceneggiatura)

### Trama
Sam e Dean finiscono a Muncie, nell'Indiana, in un hotel gestito da divinità pagane di varie culture, che vogliono usare i ragazzi come merce di scambio per fermare l'Apocalisse. I fratelli fanno un patto: se gli dèi liberano gli ospiti che hanno intrappolato nell'hotel, i Winchester aiuteranno gli dèi a uccidere Lucifero. Dean conduce gli ostaggi fuori e si imbatte in un Gabriele ancora vivo, che dice a Dean che non può uccidere Lucifero perché è suo fratello. Lucifero viene convocato da Mercurio. Arriva e uccide Mercurio e tutti gli altri dèi tranne Kalì. Gabriele si presenta per aiutare i fratelli e li manda via ma, mentre affronta Lucifero per la prima volta da secoli, Gabriele gli dice che non è leale a lui o a Michele, ma agli umani, perché sono sempre disposti a perdonare. Mentre Gabriele fa la sua mossa, Lucifero lo uccide.
 Successivamente Dean e Sam guardano un film che Gabriele ha dato loro, in cui l'arcangelo spiega loro che non possono uccidere Lucifero, ma possono intrappolarlo di nuovo all'Inferno e che tutto ciò di cui hanno bisogno sono i quattro anelli che appartengono ai Cavalieri per farlo. Mentre Dean e Sam si mettono alla loro ricerca, si scopre che Pestilenza è sulla Terra per diffondere malattie.
- Supernatural legend: angeli, Lucifero, Apocalisse, divinità
- Guest star: Richard Speight Jr. (Gabriele), Mark Pellegrino (Lucifero), Adam Croasdell (Baldur), Rekha Sharma (Kalì), Keith Blackman Dallas (Ganesh), John Emmet Tracy (Mercurio), Matt Frewer (Pestilenza).
- Altri interpreti: King Lau (Zao Shen), Duncan Fraiser (Odino).
- Musiche: You Know, You Know (I Love You) (The Bachelors)

## Il diavolo che conosci
- Titolo originale: The Devil You Know
- Diretto da: Robert Singer
- Scritto da: Ben Edlund

### Trama
Mentre i Winchester cercano Pestilenza, vengono avvicinati da Crowley che si offre di aiutarli a trovare il Cavaliere tramite il suo addestratore di demoni Brady; sebbene riluttanti a fidarsi del demone, accettano. Mentre Dean è via, Sam inizia a considerare l'idea di permettere a Lucifero di possederlo per costringere il Diavolo a tornare nella sua gabbia. Dean e Crowley riescono a catturare Brady che sta supervisionando i test del virus Croatoan; Brady si rivela essere il possessore di un amico di Sam dei tempi di Stanford ed è colui che ha assassinato la sua ragazza Jessica Moore su ordine di Azazel per costringere Sam a tornare a cacciare. Nonostante le provocazioni di Brady, Sam riesce a trattenersi dal vendicarsi e quando il demone si rifiuta di cedere, Crowley rivela intenzionalmente la loro posizione ai demoni; dopo un attacco, trattenuto dal segugio infernale di Crowley, Brady rivela la posizione di Pestilenza. Sam uccide Brady e si vendica dell'omicidio di Jessica, mentre Crowley si rivolge a Bobby Singer proponendogli un modo per trovare Morte, cosa che però richiederà a Bobby di vendere la sua anima al demone.
- Supernatural legend: Lucifero, Cavalieri dell'Apocalisse
- Guest star: Jim Beaver (Bobby Singer), Mark Sheppard (Crowley), Eric Johnson (Brady).

## Due minuti a mezzanotte
- Titolo originale: Two Minutes to Midnight
- Diretto da: Phil Sgriccia
- Scritto da: Sera Gamble

### Trama
Davenport, Iowa. Dean e Sam inseguono Pestilenza e quasi muoiono a causa di una serie di malattie. Castiel taglia il dito del Cavaliere e prende l'anello, ma non prima che Pestilenza dica loro che è troppo tardi. Dopo essersi riuniti a Bobby, i fratelli scoprono che Bobby ha venduto la sua anima a Crowley in cambio della posizione del più potente dei Quattro Cavalieri, Morte. Sam, Castiel e Bobby escono per trovare e contenere il virus Croatoan. Al magazzino di spedizione, i tre riescono a contenere il virus e sparare a coloro che ne sono stati infettati. Nel frattempo, Dean va con Crowley a trovare Morte e prendere l'ultimo anello. Morte e Dean si incontrano in una pizzeria di Chicago, disseminata di cadaveri di clienti e personale; Morte si offre di dare a Dean il suo anello a condizione che permetta a Sam di dire di sì a Lucifero in modo che possano attirarlo nella trappola. Dean accetta, ricevendo l'anello e le istruzioni su come usarli tutti e quattro per intrappolare Lucifero.
- Supernatural legend: Cavalieri dell'Apocalisse, Lucifero
- Guest star: Jim Beaver (Bobby Singer), Mark Sheppard (Crowley), Julian Richings (Morte), Matt Frewer (Pestilenza)
- Musiche: Oh Death (Jen Titus)
- Curiosità: il titolo originale è lo stesso di un brano degli Iron Maiden, che a propria volta si riferisce all'Orologio dell'apocalisse.

## Il canto del cigno
- Titolo originale: Swan Song
- Diretto da: Steve Boyum
- Scritto da: Eric Gewirtz (soggetto); Eric Kripke (sceneggiatura)

### Trama
Sam e Dean rintracciano Lucifero a Detroit e Sam si offre come mezzo, sperando di poter resistere al controllo di Lucifero, ma quest'ultimo è troppo forte e Sam scompare nel suo corpo. Nel frattempo, Dean si reca da Chuck, il quale gli rivela l'ora e il luogo della battaglia finale tra Michele e Lucifero. Il giorno seguente, sul campo di battaglia, Lucifero cerca di convincere Michele a non combattere, ma lui rifiuta. Castiel interrompe il combattimento bandendo Michele con il fuoco sacro, ma Lucifero uccide Castiel e Bobby. Quindi inizia a picchiare brutalmente Dean, ma si ferma quando nota un vecchio soldatino giocattolo di Sam all'interno dell'Impala. Sam ricorda la sua vita cresciuta con Dean e riesce a prendere il controllo del suo corpo. Usa gli anelli per riaprire la porta della gabbia e si prepara a saltarci dentro. Michele cerca di fermarlo, ma anche lui viene trascinato nella fossa mentre lotta con Sam. Castiel, resuscitato come angelo più potente, guarisce Dean e riporta in vita Bobby. Successivamente ritorna in Paradiso, sperando di riportare ordine ora che Michele se n'è andato. Dean e Bobby si separano: Dean si ritira mentre Bobby continuerà la caccia. Chuck conclude il suo racconto sui fratelli Winchester e svanisce nella luce. Infine, Dean torna da Lisa e Ben, ignaro che Sam lo stia guardando.
- Supernatural legend: Apocalisse, angeli, Lucifero
- Guest star: Mark Pellegrino (Lucifero), Jim Beaver (Bobby Singer), Rob Benedict (il profeta Chuck Shurley), Jake Abel (Adam Milligan), Cindy Sampson (Lisa Braeden)
- Musiche: Carry On Wayward Son (Kansas), Rock of Ages (Def Leppard)